# Бледвеж (река)
Бледвеж — река в России, протекает в Вологодской области, в Нюксенском районе. Устье реки находится в 64 км по левому берегу реки Городишна. Длина реки составляет 10 км.
Исток Бледвежа находится на Галичской возвышенности в 3 км к юго-востоку от посёлка Васильево (Игмасское сельское поселение). Течёт по лесу на север, протекает посёлок Васильево и впадает в Городишну около нежилой деревни Бледвеж.

## Данные водного реестра
По данным государственного водного реестра России относится к Двинско-Печорскому бассейновому округу, водохозяйственный участок реки — Северная Двина от начала реки до впадения реки Вычегда, без рек Юг и Сухона (от истока до Кубенского гидроузла), речной подбассейн реки — Сухона. Речной бассейн реки — Северная Двина.
По данным геоинформационной системы водохозяйственного районирования территории РФ, подготовленной Федеральным агентством водных ресурсов:
- Код водного объекта в государственном водном реестре — 03020100312103000009234
- Код по гидрологической изученности (ГИ) — 103000923
- Код бассейна — 03.02.01.003
- Номер тома по ГИ — 03
- Выпуск по ГИ — 0